# Isididae

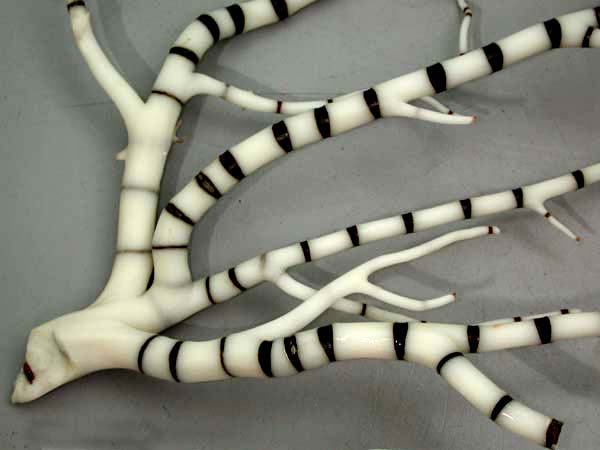
Esqueleto de Keratoisis flexibilis

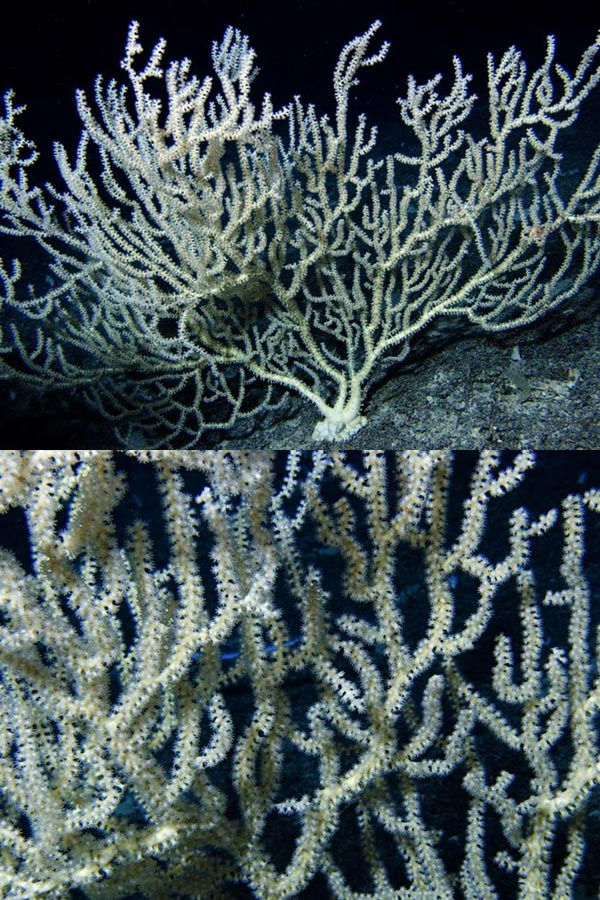
Keratoisis flexibilis

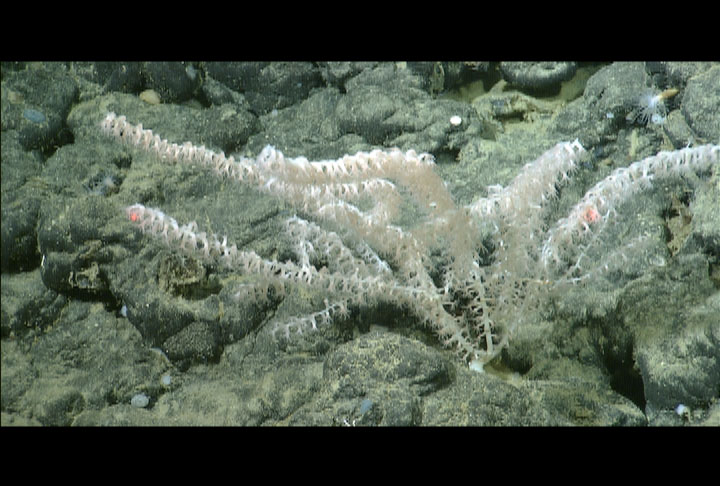
Acanella sp a 1.682 m de profundidad en la montaña marina de Davidson.

Isididae es una familia de gorgonias marinas que pertenecen al suborden Calcaxonia, del orden Alcyonacea, dentro de la clase Anthozoa. 
Enmarcados comúnmente entre los corales blandos, ya que carecen de esqueleto cálcico como los corales del orden Scleractinia, por lo que no son corales hermatípicos. 
Forman colonias de pólipos, unidos por una masa carnosa de cenénquima, o tejido común generado por ellos, que recubre una estructura ramificada para soportar la colonia; sustituyendo el carbonato de calcio de los esqueletos de los corales duros, por una sustancia córnea proteínica llamada gorgonina, específica de las gorgonias marinas. Pueden tener un fijador calcáreo, o base calcárea, a modo de raíz, para el sustrato blando.
Dependiendo de la especie, tienen pólipos retráctiles o no retráctiles, y son fotosintéticas o no lo son.
La familia  comprende 39 géneros y aproximadamente 137 especies de gorgonias, que se caracterizan por tener un eje segmentado, consistente en nodos de gorgonina pura, alternando con internodos calcáreos sólidos, u, ocasionalmente, tubulares. La familia no ha sido objeto de análisis filogenéticos moleculares.
Esta característica, de la apariencia de su esqueleto, es el origen de su nombre común, coral bambú.

## Géneros
El Registro Mundial de Especies Marinas reconoce los siguientes géneros en Isididae:
- Acanella. Gray, 1870
- Acanthoisis Studer, 1887
- Annisis. Alderslade, 1998
- Australisis Bayer & Stefani, 1987
- Caribisis. Bayer & Stefani, 1987
- Chathamisis. Grant, 1976
- Chelidonisis. Studer, 1890
- Circinisis. Grant, 1976
- Echinisis. Thomson & Rennet, 1932
- Eknomisis. Watling & France, 2011
- Florectisis. Alderslade, 1998
- Gorgonisis. Alderslade, 1998
- Iotisis. Alderslade, 1998
- Isidella. Gray, 1857
- Isis. Linnaeus, 1758
- Jasminisis. Alderslade, 1998
- Jasonisis Alderslade & McFadden, 2012
- Keratoisis. Wright, 1869
- Ktenosquamisis. Alderslade, 1998
- Lepidisis. Verrill, 1883
- Lissopholidisis. Alderslade, 1998
- Minuisis. Grant, 1976
- Mopsea. Lamouroux, 1816
- Muricellisis. Kükenthal, 1915
- Myriozoisis. Alderslade, 1998
- Notisis. Alderslade, 1998
- Oparinisis. Alderslade, 1998
- Orstomisis. Bayer, 1990
- Pangolinisis. Alderslade, 1998
- Paracanthoisis. Alderslade, 1998
- Peltastisis. Nutting, 1910
- Plexipomisis. Alderslade, 1998
- Primnoisis. Studer & Wright, 1887
- Pteronisis. Alderslade, 1998
- Sclerisis. Studer, 1879
- Sphaerokodisis. Alderslade, 1998
- Stenisis. Bayer & Stefani, 1987
- Tenuisis. Bayer & Stefani, 1987
- Tethrisis. Alderslade, 1998
- Zignisis. Alderslade, 1998